# Mahamoud M'Saidie
 (janvier 2014).
Mahamoud M'Saidie, né le 5 mai 1966 à M'dé Bambao dans l'île de Ngazidja, Comores, est un écrivain comorien de nationalité française. Son père est originaire de Ndroudé et Hantsindzi, deux villages du nord de la Grande Comore. Il était militaire dans l'Armée française, secteur, Ministère de la Défense à Paris jusqu'à sa retraite.

## Biographie
Sa mère était couturière à Madagascar. Elle s'est installée, définitivement, aux Comores en 1973. Mahamoud M'saidie a fait toutes ses études primaires et secondaires aux Comores. Après avoir obtenu un Bac littéraire en 1986, il a enseigné le français au collège rural de Vouvouni dans le cadre du Service national. Il a quitté les Comores en 1987 pour poursuivre des études de Lettres Modernes à Paris. Il a écrit son mémoire de Maîtrise sur le théâtre, Le Piège dans le théâtre de Marivaux, sous la direction du professeur Emmanuel Martin, Université Paris 13. Quant à son mémoire de DEA, il porte sur la poésie, Trois poètes de la mer: Baudelaire, Jean Fanchette et Edouard Maunick. Il a soutenu sa thèse de doctorat en 2000 sur le sujet :  La littérature négro-africaine dans les histoires littéraires, dictionnaires littéraires et anthologies d'expression française. Mahamoud M'saidie a, également, enseigné le français dans plusieurs collèges et lycées à Paris avant de se consacrer à l'écriture.
Il a publié son premier livre en 2001. L'ensemble de son œuvre comporte plusieurs genres différents : poésie, roman, conte, essai, théâtre, etc. N'étant jamais retourné aux Comores, ses livres (tous publiés en France) y sont très peu connus des journalistes et du public comorien. Mahamoud M'Saidie est aussi un touche-à-tout : il est plasticien, dessinateur, peintre en lettres (calligraphe) et parolier. Il a beaucoup exposé ses toiles aux Comores de 1984 à 1987.

## Œuvre
Poésie, roman, conte, essai, théâtre.
- Trois passions sanglantes, Éditions Anibwé, Paris, 2024, 104 p.  (ISBN 978-238166-033-2)

- Mariage arrangé, Éditions Anibwé, Paris, 2024, 90 p.  (ISBN 978-238166-034-9)

- Les noms comoriens, Éditions KomEdit, Moroni 2023, 80 p.  (ISBN 9782-37097-085-5)

- Conquérants, Éditions Anibwé, Paris, 2022, 124 p.  (ISBN 978-2-38166-019-6)

- Pour un français clair et précis, Éditions Anibwé, Paris, 2022, 182 p.  (ISBN 978-238166-023-3)

- Toi, le guerrier silex, Éditions 5 Sens, Genève, Suisse, 2019, 84 p.  (ISBN 978-2-88949-096-7)

- Le Polygame de Barbès suivi de Les Folles Noires, Éditions Acoria, Paris, 2018, 188 p.  (ISBN 9782355721861)

- Composition étoilée, (collectif) Éditions Incipit en W. , Miramas 2018, 102 p.  (ISBN 979-10-96238-09-5)
- Tu t'appelles Cyclone, Éditions alfAbarre, Paris 2016, 160 p.  (ISBN 978-2-35759-076-2)
- La tache d'identité, Éditions Anibwé, Paris 2016, 203 p.  (ISBN 978-2-916121-89-5)

- Premier voyage, Éditions Klanba, Paris 2015, 263 p.  (ISBN 978-2-915494-98-3)
- Superstitions des Comores, Éditions du Cygne, Paris 2014, 250 p.  (ISBN 978-2-84924-360-2)
- Une longue saison d'éternité. La dette de mémoire, Éditions Klanba, Paris 2013, 119 p.  (ISBN 2-915494-88-6)
- Devinettes des Comores, Éditions du Cygne, Paris 2012, 205 p.  (ISBN 978-2-84924-299-5)
- Proverbes des Comores, Éditions  du Cygne, Paris 2011, 240 p.  (ISBN 978-2-84924-249-0)
- Caprices et jalousie, Éditions Klanba, Paris 2011, 61 p.  (ISBN 2-915494-83-5)
- Il était une fois Anges et Démons, Éditions Klanba, Paris 2011, 66 p.  (ISBN 2-915494-84-3).
- Autodafés, Éditions du Cygne, Paris 2010, 70 p.  (ISBN 978-2-84924-196-7).
- Pour Haïti, (collectif) coordonné par Suzanne Dracius, Éditions Desnel, Martinique 2010, 382 p.  (ISBN 978-2-915247-29-9).
- Une gerbe de songes, Éditions Hélices, Paris 2009, 39 p.  (ISBN 978-2-911706-38-7).
- Chants d'opale, Éditions Encres Vives, (brochure) Colomiers, France 2008, 16 p.  (ISSN 1625-8630).
- Nuits Sèches, Éditions Klanba, Paris 2006, 90 p.  (ISBN 2-915494-21-5).
- L'Odeur du coma, Éditions Librairie-Galerie Racine, Paris 2005, 77 p.  (ISBN 2-243-04257-6).
- La littérature négro-africaine dans les histoires littéraires, dictionnaires littéraires et anthologies d'expression française, thèse de doctorat diffusée par ANRT, 2002, Lille 3  (ISSN 0294-1767).
- Le Mur du calvaire, Éditions L'Harmattan, Paris 2001, 101 p.  (ISBN 2-7475-0885-4)

## Anthologies
- Poètes pour Haïti, sous la direction de Dana Shishmanian et Khal Torabully, Éditions L'Harmattan, Paris 2011,  (ISBN 978-2-296-13847-6).
- Anthologie bilingue, français-roumain, Voix sans frontières, Voci fara hotare. Poètes choisis et traduits par la journaliste et traductrice roumaine, Marilena Lica-Masala. Littérature poésie Europe, France Roumanie. Éditions L’Harmattan, 2010, 458 p.  (ISBN 978-2-296-12241-3).
- Anthologie, Esprits poétiques. Textes choisis et présentés par le poète Emmanuel Berland, Editions Hélices, 2009, 39 p.  (ISBN 978-2-911706-39-4).
- Anthologie d'introduction à la poésie comorienne d'expression française. Textes choisis par Carole Beckett, coll. Lettres de l'Océan Indien, Éditions L'Harmattan, Paris 1995, 252 p.  (ISBN 2-7384-2931-9).
- Poésie du monde Anthologie 2020. Quinze ans de poésie d'ailleurs. Editions du Cygne, Paris 2020.  (ISBN 978-2-84924-597-2)

## Revues
- Les Hommes sans épaules, Cahiers Littéraires, no 21. Étude de Jacques Taurand sur le recueil de poèmes, L’Odeur du coma de Mahamoud M’saidie. Revue éditée par Librairie-Galerie Racine, Paris 2006, 182 p.  (ISBN 2-243-04253-3)
- Revue POEZIA. Bilingue: français-roumain. Textes réunis par le critique littéraire, Marius Chelaru et la journaliste-traductrice Marilena Lica-Masala. Iasi, Roumanie 2010.
- Lettres de Lémurie 2. Il y'a neuf poèmes de Mahamoud M'saidie dans cette revue, Éditions Dodo vole, Madagascar 2019, 173 p.  (ISBN 9791090103498).
- Lettres de Lémurie 3. Il y'a dix poèmes de Mahamoud M'saidie dans cette revue, Éditions Dodo vole, Madagascar 2020, 196 p.  (ISBN 979-10-90103-58-0)

## Journaux
- Ses tout premiers poèmes sont publiés dans le premier journal national comorien Al-Watwan en 1986.
- Un article paru dans le journal, EXPRESSIONS, Les nouvelles de Vénissieux, No 611, du 26 octobre au 8 novembre 2016 sur le roman, La tache d'identité, Éditions Anibwe, Paris 2016, par Jean-Charles Lemeunier.
- Un article sur Mahamoud M'saidie et son œuvre littéraire dans le journal, La Gazette des Comores. Rubrique, Littérature, 18e année-no 3010, du jeudi 28 septembre 2017. Article signé par Ibnou M. Abdou
- Un article sur Mahamoud M'saidie et son œuvre littéraire dans Al-Watwan, premier journal des Comores. Rubrique, Littérature, No 3270, jeudi 28 septembre 2017. Article signé par Nassila Ben Ali.
- Un article sur Mahamoud M'saidie, Salon des mondes créoles, Kabarlire-la Kréolité. www.kabarlire.re /fr. Article: 27 mars 2018, par Kabarlire.
- Un entretien avec Mahamoud M'saidie, à propos de ses deux pièces de théâtre, Le polygame de Barbés suivi de Les Folles Noires, Éditions Acoria, Paris 2018 dans le journal EXPRESSIONS. Les nouvelles de Vénissieux, mercredi 5 décembre 2018, No 658. Entretien de Jean-Charles Lemeunier.
- Un entretien avec Mahamoud M'saidie à propos de son recueil de poèmes intitulé, Toi, le guerrier silex, Éditions 5 Sens, Genève, Suisse 2019. Entretien de Jean-Charles Lemeunier, paru dans le journal EXPRESSIONS. Les nouvelles de Vénissieux, mercredi 25 septembre 2019, No 676.
- Un article et une interview sur ses deux nouveaux livres : Conquérants (théâtre) et Pour un français clair et précis (Essai sur la langue française), Éditions Anibwé, 2022. Titre de l'article, Décolonisations et apprentissage du français paru dans le journal EXPRESSIONS, Vénissieux, N°732. Du 20 avril au 3 mai 2022. Signé Jean-Charles Lemeunier.
- Un article paru dans le journal EXPRESSIONS (Vénissieux) sur le nouveau livre de Mahamoud M'saidie, intitulé Les noms comoriens, aux éditions KomEdit, Moroni, avril 2023. Article de l'EXPRESSIONS N°757, du 17 au 30 Mai 2023, signé Jean-Charles Lemeunier.
- Un article paru dans le journal, EXPRESSIONS, N°785 du 4 au 17 septembre 2024 sur un roman, Trois passions sanglantes et une pièce de théâtre, Mariage arrangé, Editions Anibwe, Paris 2024. Titre de l'article : Jeux d'amour et de hasard signé Jean Charles Lemeunier

Entretiens publiés
- Interview sur Radio Méditerranée en 2002. Émission de Patrice Martin et Christophe Drevet[3] : http://www.medi1.com/archives/Ecrivains/Ecrivains.php

## Prix et distinctions
Prix littéraires et artistiques :
- 1986 : Finaliste du concours national de poésie, sujet: "La vanille", texte lu dans les studios de la Radio Comores, Moroni, Comores.
- 1987 : 2e Prix du concours d'Art plastique, sujet: "La lutte contre l'analphabétisme", organisé par le Ministère de la culture, Comores. Remise du Prix au Palais du peuple en présence du plasticien Mohamed Ali (Modali), également, membre du Jury.
- 2002 : 2e Prix du concours de la poésie organisé par la Médiathèque de Nanterre, France[4].